# عدس مسود
العدس المُسوَد (باللاتينية: Lens nigricans) نوع نباتي يتبع جنس العدس من الفصيلة البقولية المعروفة بقدرتها على تثبيت النيتروجين الجوي من خلال بكتيريا المستجذرة أو الرايزوبيوم. تعد من الأعشاب حيث تنمو بريًا في كثير من المناطق وفي الحقول الزراعية.

## الموئل والانتشار
موطنه المشرق العربي واليونان وتركيا والبلقان وجنوب أوروبا.

## مرادفات للاسم العلمي
- (باللاتينية: Ervum nigricans M. Bieb.)
- (باللاتينية: Ervum sylvaticum Fisch.)
- (باللاتينية: Lathyrus nigricans (M. Bieb.) Peterm.)
- (باللاتينية: Lens villosa (Pomel) Batt. (provisional))
- (باللاتينية: Vicia marschallii Arcang.)
- (باللاتينية: Vicia nigricans (M. Bieb.) Coss. & Germ.)
- (باللاتينية: Lens culinaris subsp. nigricans (M. Bieb.) Thell.)
- (باللاتينية: Lens esculenta subsp. nigricans (M. Bieb.) Thell.)